# Alexandra Amalie av Bayern

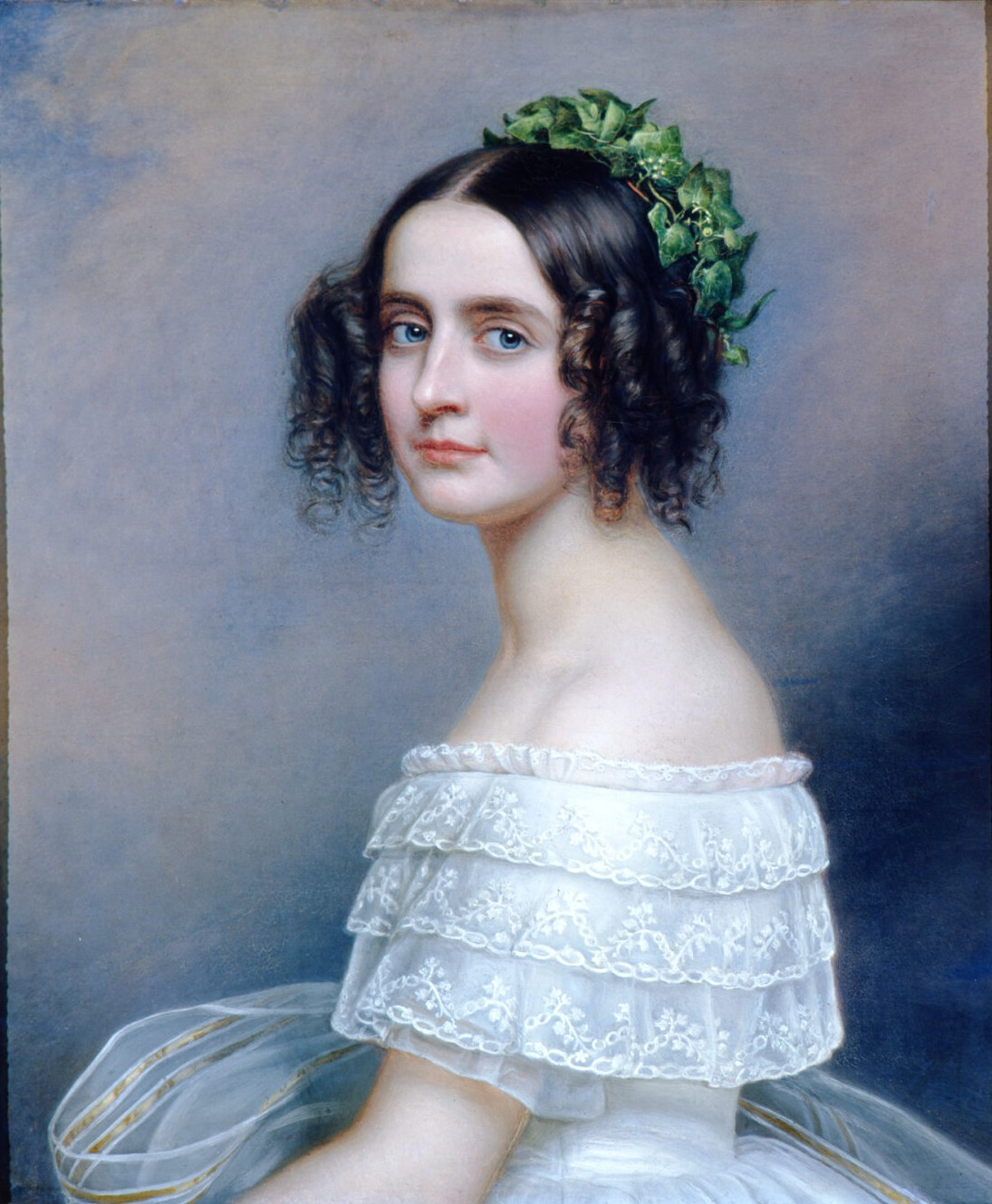
Alexandra Amalie av Bayern porträtterad av Stieler.

Alexandra Amalie av Bayern, född 26 augusti 1826, död 21 september 1875 var en bayersk prinsessa och författare.
Hon var dotter till Ludvig I av Bayern och Therese av Sachsen-Hildburghausen. 
Alexandra Amalie gifte sig aldrig. År 1850 anhöll Louis Lucien Bonaparte om hennes hand, ett förslag hennes far avslog direkt på grund av hennes känsliga hälsa.
Hon påbörjade därefter en litterär karriär. En av hennes böcker hette Weihnachtsrosen (Julrosor).
Alexandra Amalie led av en rad psykiska störningar, såsom renlighetsmani och ett tvång att alltid bära vita kläder. Vid tjugo års ålder fick hon för sig att hon som barn hade svalt ett piano gjort av glas, en övertygelse som aldrig försvann.
Alexandra Amalie av Bayern var en av de 36 berömda skönheter som porträtterades i Schönheitengalerie (Skönhetsgalleriet) i München mellan 1827 och 1850. Porträttet målades av Joseph Karl Stieler.